# 2024年女子环法自行车赛
2024年女子环法自行车赛是第3届获正式命名的女子环法自行车赛，于2024年8月12日至18日进行，此次比赛是2024年UCI女子世界巡回赛的其中一站比赛。由于2024年男子环法赛结束后不久就举行巴黎奥运，主办方决定此次比赛定于巴黎奥运之后，巴黎残奥之前举行。比赛线路图于2023年10月底公布，共分为8个赛段，各选手从荷兰鹿特丹出发，经过前3个赛段后，选手在第4赛段离开荷兰进入比利时，并在第5赛段离开比利时进入法国，最终在最后一个赛段的阿尔普迪埃兹结束全部比赛，这是女子环法获正式命名后首次在法国境外出发。
参赛车队名单于2024年4月24日正式公布，共有来自22支车队的154名选手获得参赛资格，其中15支为世界职业车队，另外7支则为洲际车队。
最终来自蚕蛹-速联车队的卡塔日娜·涅维亚多马以24小时36分07秒的总成绩获得该届比赛总冠军。来自SD沃克斯车队的德米·福勒林以4秒之差获得亚军，未能实现卫冕，这也是截至2024年环法历史上（不分男女）冠亚军差距最小的一次。季军则由来自Fenix–Deceuninck的Pauliena Rooijakkers获得。